# Willibald (priester)
Willibald van Mainz was een 8e-eeuwse priester in het klooster St. Viktor bij Mainz, die rond 766 in opdracht van aartsbisschop Lullus een hagiografie over Bonifatius schreef.
Een gedeelte van deze biografie gaat over het omhakken van de Donareik.